# Saintluciaamazon
Saintluciaamazon (Amazona versicolor) är en fågel i familjen västpapegojor inom ordningen papegojfåglar.

## Utseende och läte
Saintluciamazonen är en 43 cm lång färggglad papegoja. Den har blått på ansikte och panna, rött på bröstet, mot buken mera rödbrunt och fläckat. På vingarna syns mörkblå handpennor och röd vingspegel. Stjärten är gulspetsad. Bland lätena hörs ljudliga skrin, men också kacklande, tutande och spinnande ljud.

## Utbredning och status
Fågeln förekommer i bergsskogarna på Saint Lucia (Små Antillerna). IUCN kategoriserar arten som sårbar.

## Namn
Släktesnamnet Amazona, och därmed det svenska gruppnamnet, kommer av att Georges-Louis Leclerc de Buffon kallade olika sorters papegojor från tropiska Amerika Amazone, helt enkelt för att de kom från området kring Amazonfloden. Ursprunget till flodens namn i sin tur är omtvistat. Den mest etablerade förklaringen kommer från när kvinnliga krigare attackerade en expedition på 1500-talet i området ledd av Francisco de Orellana. Han associerade då till amasoner, i grekisk mytologi en stam av iranska kvinnokrigare i Sarmatien i Skytien. Andra menar dock att namnet kommer från ett lokalt ord, amassona, som betyder "förstörare av båtar".